# NGC 4096
NGC 4096 es una galaxia espiral barrada en la constelación de la Osa Mayor. Fue descubierta el 9 de marzo de 1788 por el astrónomo  William Herschel. Se encuentra a 21 millones de anos luz con respecto al planeta Tierra. Otras designaciones son: UGC 7090, MCG 22-08-67, IRAS 12034 4745, ZWG 243,43, PGC 38361.
- Datos: Q1108935
- Multimedia: NGC 4096 / Q1108935